# Estobencs
Estobencs és un paratge del terme municipal de Conca de Dalt, a l'antic terme d'Hortoneda de la Conca, al Pallars Jussà, en territori que havia estat del poble d'Herba-savina.
Està situat al sud-oest d'Herba-savina, a l'esquerra del riu de Carreu, a prop i al sud-oest de lo Molinot. És la part baixa del vessant nord-oest de la muntanya de Gallinova, just al nord de les Collades de Dalt i a llevant del cim de Montagut.